# Silnice II/160
Silnice II/160 je silnice II. třídy, která vede z Českého Krumlova do Rožmberka nad Vltavou. Je dlouhá 27,5 km. Prochází jedním krajem a jedním okresem.

## Vedení silnice

### Jihočeský kraj, okres Český Krumlov
- Český Krumlov (křiž. II/157, III/1571)
- Větřní (křiž. II/162)
- Dobrné (křiž. III/1606)
- Zátoňské Dvory (křiž. III/1607, III/1608)
- Nahořany (křiž. III/1622)
- Rožmberk nad Vltavou (křiž. II/163, III/1602)